# Конус географический
Конус географический (Conus geographus) — вид брюхоногих моллюсков из семейства конусов (Conidae).

## Описание

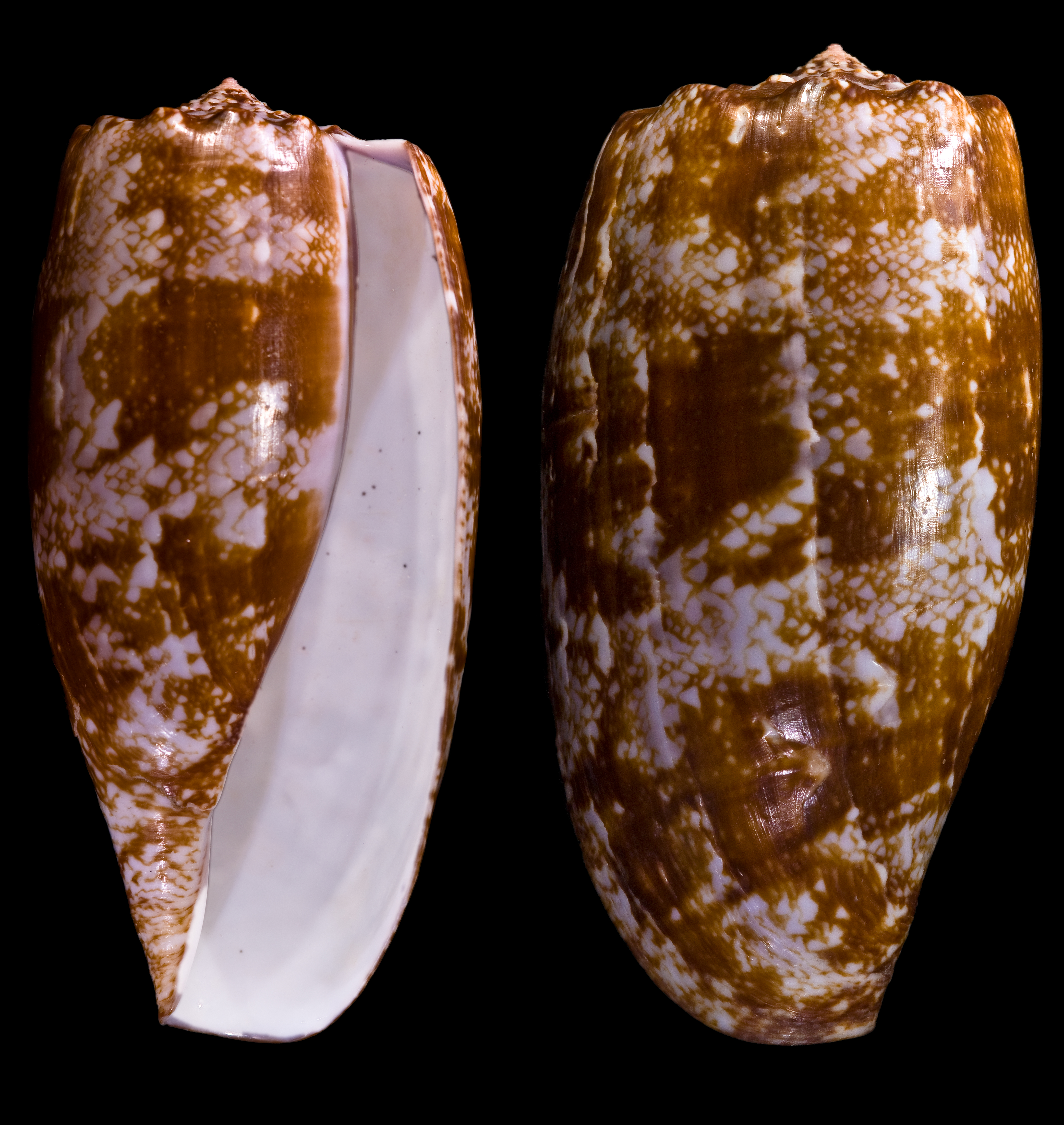
Раковина моллюска

Раковина длиной 43—166 мм. Раковина крупная, овально-конической формы, толстостенная, вздутая, асимметричная. Поверхность раковины гладкая. Общая окраска беловатая либо бежевая, с тонкой «вязью» и расплывчатыми пятнами коричневого цвета — узором, напоминающим географическую карту. Вершина раковины невысокая, с невыразительной короной. Раковина, как и у прочих рыбоядных видов, имеет расширенное устье.

## Ареал
Тропический Индо-Тихоокеанский регион. От Красного моря до Японских островов (остров Изу), включая акваторию Индии, Австралии и Филиппин.

## Биология
Моллюски встречаются на мелководных участках коралловых рифов, обычно на кораллах и между ними. Предпочитает песчаные грунты, хотя встречается и в зоне утёсов, под камнями.
Хищник — активно охотится на рыб, иногда — на моллюсков.
Заметив добычу при помощи осфрадия, специального чувствительного органа, конус медленно приближается к ней. Добычу убивает при помощи яда, который впрыскивает в тело жертвы с помощью специального органа. Яд обладает нервно-паралитическим действием. Радула имеет зубы, видоизменённые под гарпун — заострённые концы снабжены острыми направленными назад шипами. Внутри гарпуна проходит полость, соединённая с ядовитой железой. Зубы сидят двумя рядами, по одному зубу с каждой стороны пластинки радулы. Когда конус обнаруживает добычу, один зуб радулы выходит из глотки, его полость заполняется секретом ядовитой железы, проходит хобот и зажимается на конце этого хобота. Попадая в организм жертвы, токсин снижает уровень глюкозы в крови, вызывая состояние гипогликемической комы. Смерть от укуса может наступить в течение нескольких минут. Быстродействие токсина объясняется рекордно коротким типом инсулина в его составе.
После укуса и поимки добычи моллюск растягивает свой рот-воронку и проглатывает добычу целиком. Размеры проглоченной добычи могут быть огромны. В некоторых случаях если конус встречает малоподвижных животных, например спящую рыбу, он просто засасывает ее без ужаления.

## Географический конус и человек
Яд этого вида конусов является смертельным для человека. В отличие от большинства других видов рода, которые прячутся в раковину при беспокойстве и прикосновении к ним, географический конус, наоборот, проявляет сильную агрессию. Почти все достоверные описания летальных исходов, вызванных ядом конусов, приписываются географическому конусу. Полулетальная доза LD50 по различным данным составляет 0,001—0,003 мг/кг либо 0,012—0,03 мг/кг, что делает географического конуса одним из наиболее токсичных животных в мире.
Укол конуса вызывает острую боль и онемение в месте поражения. Место укуса сначала бледнеет, а затем развивается синюшность. Ощущение онемения часто распространяется на другие участки тела. В тяжелых случаях возможны обмороки, спастический паралич скелетной мускулатуры, сердечная недостаточность и др. Специфических препаратов для лечения последствий укуса конуса нет.
Инсулин в составе токсина конусов хорошо взаимодействует с рецепторами человека и активирует сигнальный путь, необходимый для усвоения глюкозы клетками. По оценкам, в организме его действие началось бы примерно через 5 минут — то есть в три раза быстрее, чем в случае самого быстрого из существующих медицинских препаратов. Изучение кристаллической 3-D-структуры инсулина, извлеченного из токсина этого вида, показало потенциальный способ создания более быстрого инсулина для лечения сахарного диабета.

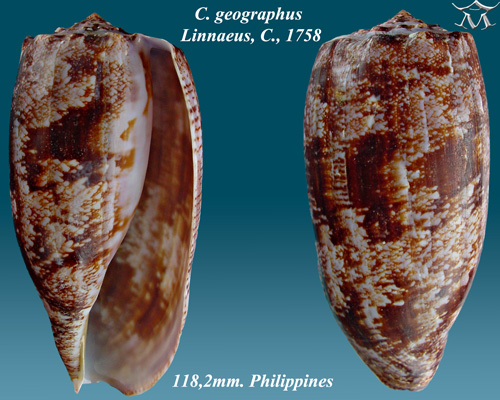
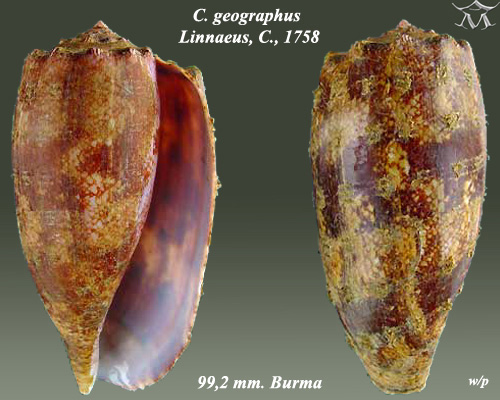
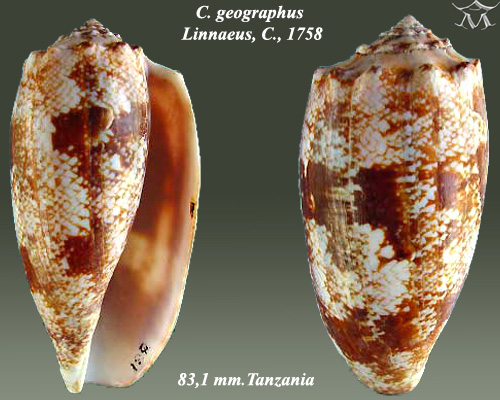
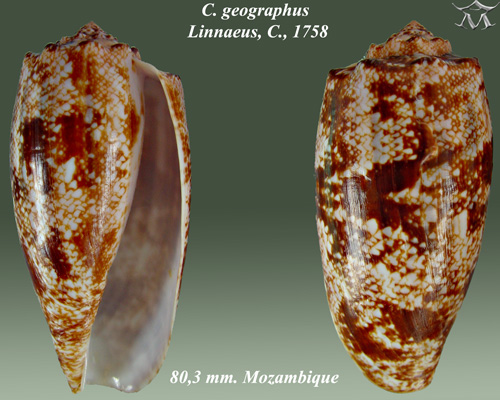